# Abel Liluala
Abel Liluala, né le 23 avril 1964 à Cabinda en Angola, est un prélat catholique, archevêque de Pointe-Noire.

## Biographie

### Études et prêtrise
Abel Fernando Estêvão Liluala entreprend des études au petit séminaire de Tshela dans le diocèse de Boma. Il obtient une licence en philosophie au grand séminaire saint André Kaggwa de Kinshasa. Il étudie ensuite la théologie, d'abord au grand séminaire du Sacré-Coeur de Luanda, en Angola, puis au grand séminaire Émile Biayenda à Brazzaville. Il reçoit son ordination sacerdotale le 6 février 1994 incardiné au diocèse de Pointe-Noire,,.
Titulaire d'un doctorat en droit canonique de l'université pontificale de la Sainte-Croix à Rome en 2010, il a également été membre du Collège des consulteurs de Pointe-Noire.
Sa thèse s'intitulat « Le mariage traditionnel cabindais et les problématiques d'importance juridique »,, .

### Archevêque
Le 6 janvier 2024, le pape François accepte la renonciation au gouvernement pastoral de l'archidiocèse de Pointe-Noire, présentée par Miguel Ángel Olaverri Arroniz, le 9 mai 2023, et nomme en remplacement comme archevêque métropolitain de Pointe-Noire Abel Liluala.
Abel Liluala était jusque là, curé de la cathédrale Saint-Pierre-Apôtre et vicaire judiciaire de l'archidiocèse de Pointe-Noire.
Le 24 février de la même année, dans l'enceinte du stade municipal de Pointe-Noire, sous une pluie battante, il reçoit la consécration épiscopale des mains de Javier Herrera Corona, nonce apostolique au Congo et au Gabon (en). Les co-consécrateurs sont Bienvenu Manamika Bafouakouahou et Louis Portella Mbuyu.
Sa devise est : Fiat Voluntas Tua (Que ta volonté se fasse).

## Liens
- Ressources relatives à la religion :   - Catholic Hierarchy
  - GCatholic.org